# Bijwoordelijke bijzin
Een bijwoordelijke bijzin is een bijzin die dienstdoet als bijwoordelijke bepaling. Anders dan een gewone bijwoordelijke bepaling bevat een bijzin een gezegde, al dan niet in beknopte vorm.

## Betekenis
De relatie tussen de hoofdzin en de bijwoordelijke bijzin wordt vooral uitgedrukt door het voegwoord. Dit verband is over het algemeen:
- temporeel (toen, nu)
- concessief (hoewel, ofschoon)
- suggestief (mits, indien, als)
- causaal (omdat, doordat, aangezien).

Bij beknopte bijwoordelijke bijzinnen moeten deze verbanden uit de rest van de zin worden afgeleid (Dit eenmaal gebeurd zijnde kon ik niet langer..., enz.). In het Nederlands doen dit soort participium-achtige constructies, die in het Latijn veel voorkomen, archaïsch of formeel aan:
- Hetgeen voorgehouden staat aan de Testataire door mij Notaris in tegenwoordigheid van de nagenoemde getuigen duidelijk zijnde voorgelezen, verklaarde zij zulks wil te hebben verstaan en te bevatten haar Testament laatste en uiterste wille.[1]

Let op: Bij een beknopte bijwoordelijke bijzin komt er tussen twee gezegdes géén komma.
In andere talen, zoals het Frans, is deze manier van formuleren daarentegen nog vrij alledaags:
- N'ayant plus de fuseau, elle prit sa navette et se mit à tisser (Nu ze geen klos meer had, nam ze de schietspoel ter hand en begon te weven).[2]